# Ngoktof
Ngoktof (ou Ngoktok) est un village du Cameroun situé dans la commune de Méri, le département du Diamaré et la région de l'Extrême-Nord. Il dépend du Canton de Douroum.

## Localisation
Le village de Ngotof est localisé 10° 41' 13N et 14° 4' 35E. Il se trouve à 604 m d'altitude. Pour aller au village de Ngotof il faut prendre la route qui va de Maroua a Douvangar et bifurquer ensuite sur une piste auto à Ngoktok.

## Population
Lors du dernier recensement de 2005, le village de Ngoktof comptait 1937 âmes dont 980 de sexe masculin (51%) et 957 de sexe féminin (49%). En 1974, le recensement comptait 988 âmes dans ce village soit une augmentation de presque 100 %.